# 28822 Angelabarker
28822 Angelabarker este un asteroid din centura principală de asteroizi.

## Descriere
28822 Angelabarker este un asteroid din centura principală de asteroizi. A fost descoperit pe 7 mai 2000 la Socorro, New Mexico, în cadrul proiectului LINEAR. Asteroidul prezintă o orbită caracterizată de o semiaxă mare de 2,67 ua, o excentricitate de 0,11 și o înclinație de 1,4° în raport cu ecliptica.